# Polenta

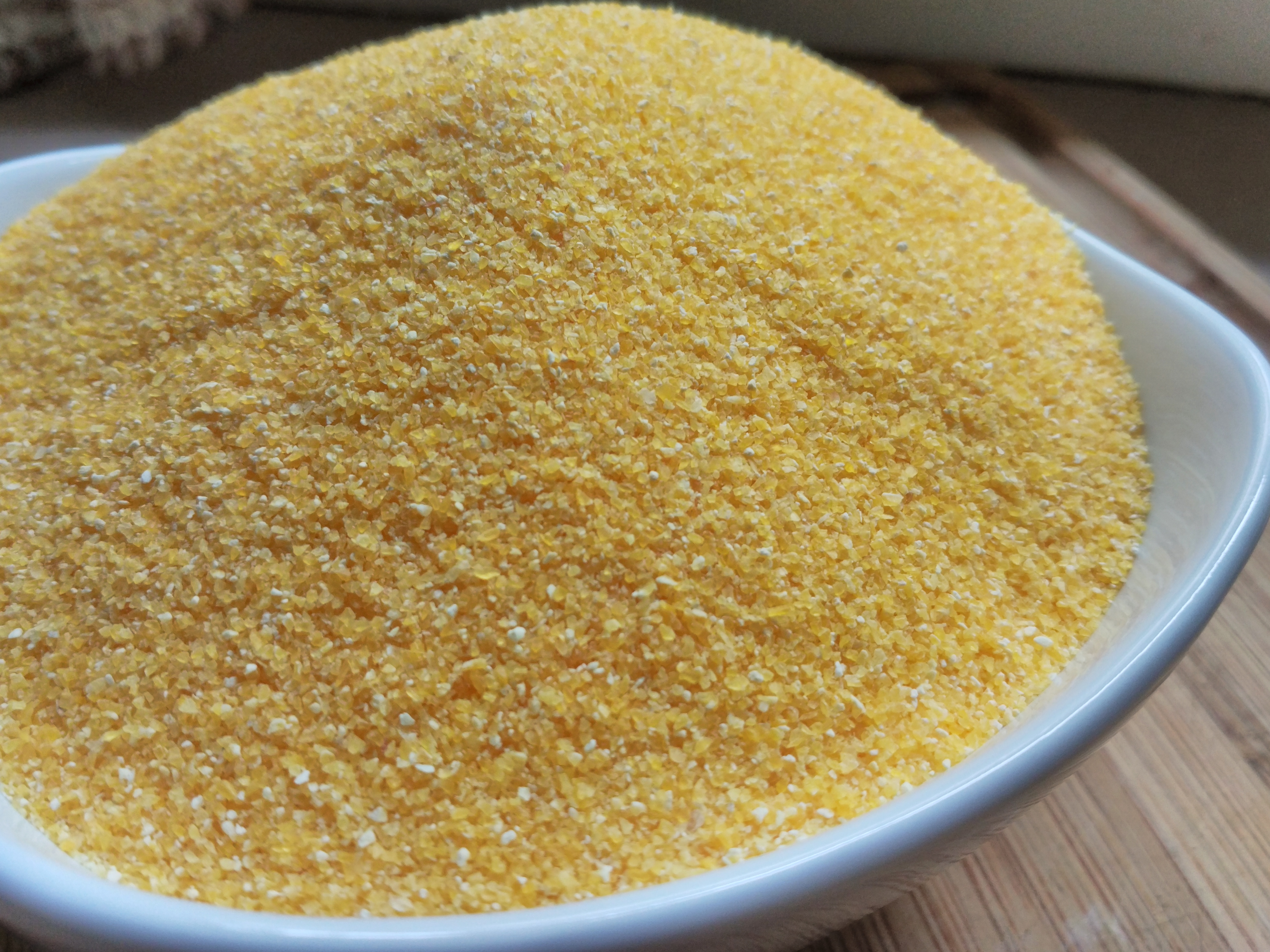
Mąka na polentę

Polenta (wł. polenta z łac. pollenta) – sycąca włoska potrawa ludowa, podobna do mamałygi,  sporządzana pierwotnie z mąki kasztanowej, obecnie na ogół z mąki kukurydzianej lub kaszki kukurydzianej, niekiedy z dodatkiem sera i różnych sosów oraz warzyw (cukinia, marchew, papryka, cebula), przyprawiona czosnkiem, solą, pieprzem oraz rozmarynem.  Popularność zawdzięcza szybkiemu sposobowi przygotowania oraz faktowi, że składa się ze składników łatwo dostępnych i tanich.
Potrawa była znana już w średniowieczu, natomiast w Polsce nie cieszy się specjalną popularnością, choć nad Wisłą chętnie jadano ją już na początku XX wieku.  Polenta rozpowszechniona jest również w Gruzji, Ukrainie oraz na Bałkanach.